# Malaysia National Hockey Stadium
Malaysia National Hockey Stadium je višenamjenski stadion u Kompleks Sukan Negara (nacionalni športski kompleks), u Kuala Lumpuru, Malezija.  
Trenutačno (stanje u ožujku 2008.) ga se najviše rabi za susrete u športu hokeju na travi.
Na ovom se stadionu odigralo Champions Challenge u hokeju na travi za muške 2001., svjetsko prvenstvo 2002. u hokeju na travi za muške i Igre Commonwealtha 1998.
Glavni stadion u tom kompleksu je sagrađen 1997. Može primiti 12 tisuća gledatelja. Pored glavno, postoji i sporedno igralište koje se nalazi u neposrednom susjedstvu. 